# Stormland
Stormland est un jeu vidéo d'action-aventure, développé par Insomniac Games et édité par Oculus Studios, sorti en 2019 pour le casque de réalité virtuelle (VR) Oculus Rift. Le jeu met l'accent à la fois sur l'exploration et le combat alors que le personnage du joueur, un jardinier androïde nommé Vesper, traverse une planète extraterrestre d'un point de vue à la première personne. Le jeu reçoit un accueil généralement positif de la part des critiques lors de sa sortie.

## Système de jeu
Stormland est un jeu d'action-aventure joué d'un point de vue à la première personne. Dans le jeu, le joueur contrôle Vesper, un jardinier androïde qui s'occupait d'une planète extraterrestre jusqu'à ce qu'il soit abattu par une faction extraterrestre nommée Tempest. L'objectif principal du joueur est de se venger du Tempest en construisant un nouveau corps et en collectant des améliorations. Le jeu propose un monde ouvert que le joueur peut explorer librement. Vesper est équipé de divers gadgets qui facilitent l'exploration et l'escalade, tels que le Slipstream Thruster, un réacteur dorsal qui permet au joueur de se propulser à travers les environnements du jeu. L'androïde est équipé d'une variété d'armes futuristes telles que des SMG et des fusils de chasse pour vaincre ses ennemis. Une fois qu'un ennemi est vaincu, il laisse tomber des ressources de ferraille qui peuvent être utilisées pour fabriquer des améliorations d'armes. Une fois que le joueur a terminé l'histoire du jeu, le jeu rentre dans un mode nommé Cycling World, dans lequel les emplacements et les missions du jeu sont réinitialisés chaque semaine via la génération procédurale. Le jeu peut également être joué en coopération avec d'autres joueurs.

## Développement
L'aspect exploration du jeu a été inspiré par The Legend of Zelda : Breath of the Wild, tandis que le système de combat a été inspiré par la propre série Ratchet & Clank d'Insomniac Games et Sunset Overdrive. Insomniac Games avait précédemment développé trois jeux VR, dont Edge of Nowhere, Feral Rights et The Unspoken, et le studio espérait appliquer son expérience de travail sur ces jeux à Stormland. Selon Chad Dezern, directeur de la création d'Insomniac, le jeu "reste à la première personne du début à la fin pour éviter de priver les joueurs de leur liberté de création", tandis que Mike Daly, le concepteur principal du jeu, a déclaré que "le mode Cycling World avait été conçu pour soutenir perpétuellement l'intérêt d'un joueur".
L'éditeur Oculus Studios avait de grands espoirs pour le titre car le jeu était très différent des autres grands jeux Oculus, qui étaient principalement des jeux d'arcade ou des expériences axées sur l'histoire. Oculus a annoncé le jeu le 7 juin 2018 et a sorti le jeu le 14 novembre 2019 pour son casque VR Oculus Rift.

## Accueil
Stormland reçoit des critiques généralement positives de la part des critiques lors de sa sortie selon l'agrégateur de critiques Metacritic.
Pour Gabriel Moss du site IGN, l'histoire est « décemment racontée » même si ce n'est pas « l'attrait principal » du jeu. Cependant, il rapporte être impressionné par les mécanismes de mouvement et la conception du monde du jeu. Pendant ce temps, Samuel Horti de PC Gamer fait l'éloge du système de combat du jeu, même s'il n'aime pas la structure des quêtes car elles sont jugées trop répétitives. Quant à Jeuxvideo.com, le site écrit que « malgré ses quêtes parfois ennuyeuses, le titre nous offre une foule d’éléments de gameplay aussi variés que réussis ».